# Partida de Sant Corneli
Sant Corneli és una partida rural del Pallars Jussà situada a cavall dels termes municipals de Conca de Dalt, dins del territori de l'antic terme d'Aramunt, en l'àmbit del poble d'Aramunt, i d'Isona i Conca Dellà, en terres de l'antic terme d'Orcau, a l'àmbit del poble de Montesquiu.
És al vessant nord-occidental de la muntanya de Sant Corneli, al sud-oest d'Aramunt i al nord de Montesquiu. És al costat de ponent del Serrat de la Font de la O, al nord-oest del Clot del Jaumet.
Dins del terme de Conca de Dalt consta de quasi 539 hectàrees (538,7741) de pastures, matoll, bosquina i de terra improductiva, a causa de la seva característica de zona muntanyosa.